# Hưng Định
Hưng Định is een xã in thị xã Tân Uyên, een thị xã in de Vietnamese provincie Bình Dương.
De Quốc lộ 13 is een belangrijke verkeersader in Hưng Định.